# Sjostedtiella bicoloriceps
Sjostedtiella bicoloriceps är en stekelart som beskrevs av Pierre L. G. Benoit 1953. Sjostedtiella bicoloriceps ingår i släktet Sjostedtiella och familjen brokparasitsteklar. Inga underarter finns listade i Catalogue of Life.